# Siren Bay
Die Siren Bay (englisch für Sirenenbucht) ist eine kleine Bucht an der Pennell-Küste im Norden des ostantarktischen Viktorialands. Sie liegt zwischen den Eismassen der Mündung des Shipley-Gletschers und der Nordwestseite von Flat Island. 
Die von Victor Campbell geleitete Nordgruppe bei der britischen Terra-Nova-Expedition (1910–1913) des britischen Polarforschers Robert Falcon Scott kartierte sie. Namensgebend war eine vermeintliche Schiffssirene, die die Gruppe glaubte, bei den Vermessungsarbeiten zu vernehmen.